# Мустафа паша Кара Мехмедзаде
Мустафа паша Кара Мехмедзаде Елчи (на турски: Mustafa Paşa Kara Mehmed-zade) е османски военен и администратор, управител на Белград и валия на големия Скопски санджак.

## Биография
От юли до ноември 1740 година той е мухафиз на Белград, Смедеревски санджак, наследявайки на поста Али паша Абдизаде, първият муфафиз след Австро-османския мир (1739–40). По късно, през юли 1755 година поема поста валия на Скопския санджак.